# Abrocomas (general)

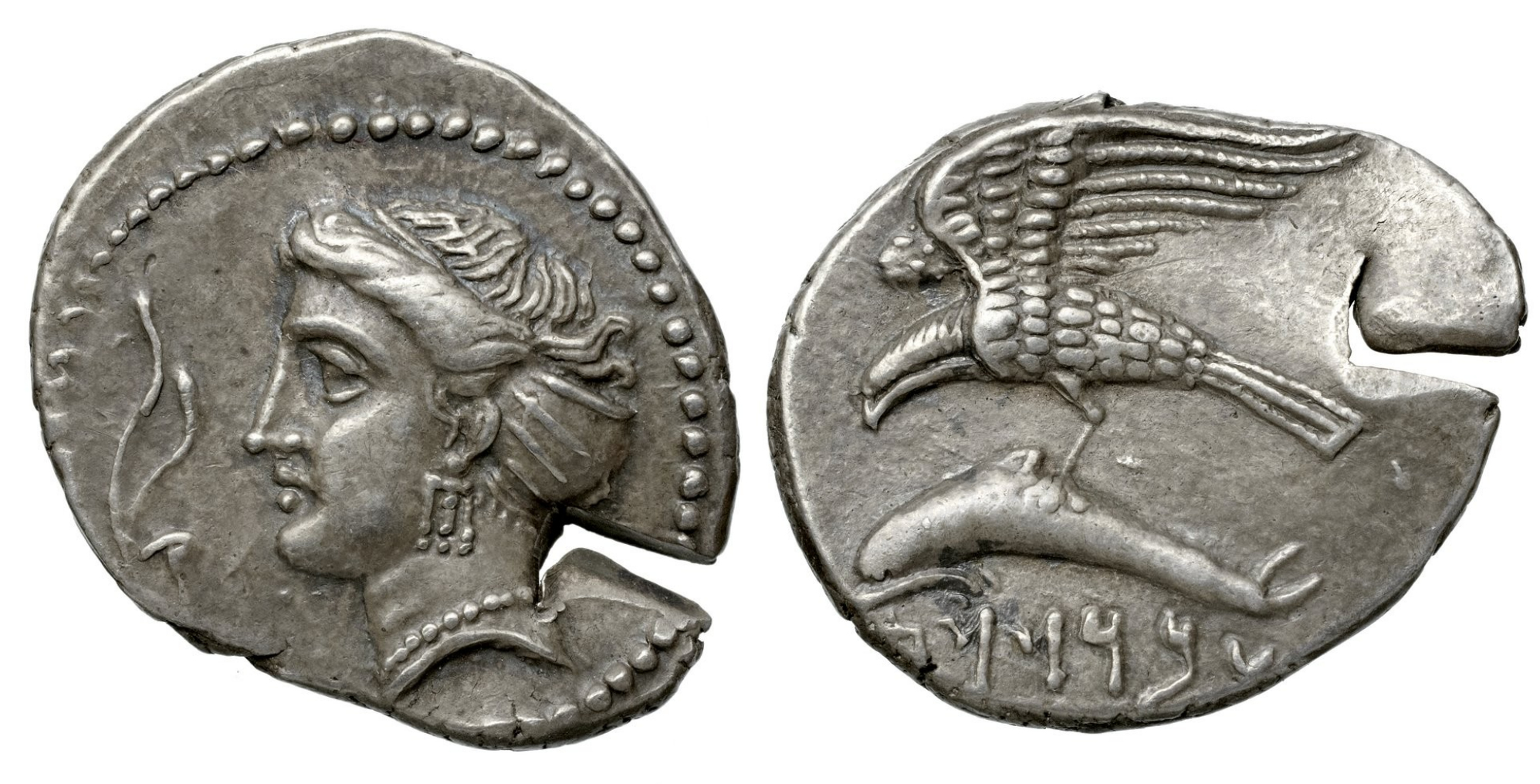
Moneda de Abrocomas Sinope Paphlagonia

Abrocomas (en griego Ἀβροκόμας) fue un sátrapa y general persa que sirvió a las órdenes del rey Artajerjes II.
Según Jenofonte Abrocomas fue enviado al mando de 300.000 soldados a detener a Ciro el joven en su expedición a Mesopotamia. Cuando Ciro llegó a Tarso en el año 401 a. C., Abrocomas se encontraba en el Éufrates. En la batalla de Isos, 400 hoplitas griegos que estaban a su mando desertaron y se pasaron al bando de Ciro. Más tarde, Abrocomas no defendió, en contra de lo esperado, el paso llamado de las Puertas Sirias. S,in embargo, más adelante quemó los puentes que había sobre el Éufrates para impedir el paso a la expedición de Ciro. Llegó tarde a la batalla de Cunaxa.
En torno a los años 387–389 a. C., junto con los generales persas Farnabazo y Titraustes, Abrocomas intentó sin éxito, reconquistar Egipto para el imperio persa.